# Ta'wiz
Dieser Artikel wurde in der Qualitätssicherung Religion eingetragen. Hilf mit, die inhaltlichen Mängel dieses Artikels zu beseitigen, und beteilige dich an der Diskussion.
Das Ta'wiz, Tawiz (Urdu: تعویز, Hindi: तावीज़), Muska (Türkisch) oder Taʿwīdh (Arabisch: تعويذ) ist ein Amulett oder Medaillon, das in Südasien für Glück und Schutz getragen wird. Tawiz, die von einigen Muslimen/Nicht-Muslimen getragen werden, enthalten Verse aus dem Koran. Einige nutzen es, um Schutz vor Magie und Krankheiten zu erhalten. Der Tawiz wird von manchen Menschen auch getragen, um sie vor dem Bösen zu schützen. Es soll ein Amulett sein. Das Wort ta'wiz wird verwendet, um sich auf andere Arten von Amuletten zu beziehen. Es kann ein Anhänger, Schnitzereien auf Metall oder sogar gerahmte Duas sein.
Das Wort ta'wiz, das in Urdu und Hindi verwendet wird, stammt aus dem Arabischen.